# Limonádé

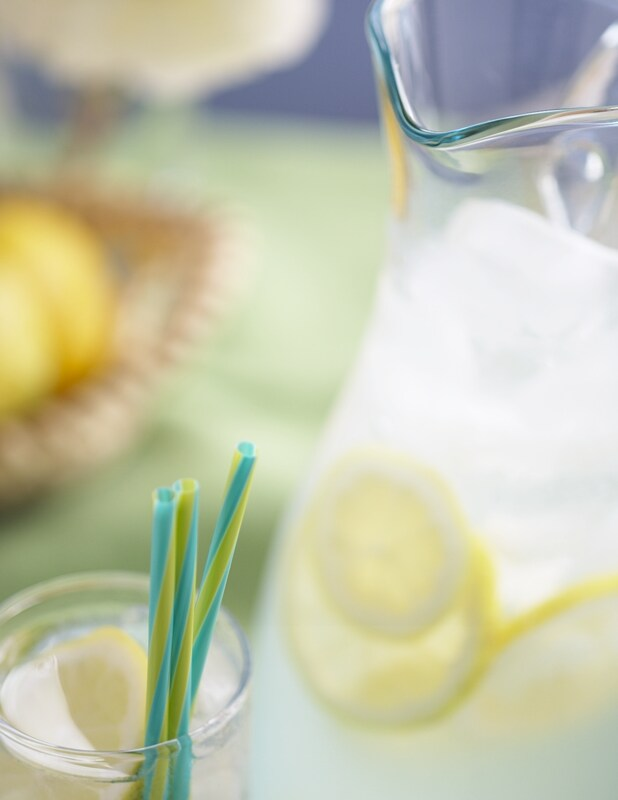
Egy pohár limonádé szívószálakkal

A limonádé egy üdítőital, víz, cukor és citromlé keveréke.

## Története és a név eredete
A francia limonade illetve az olasz limonata szóból képzett alak a francia limon, illetve olasz limone (citrom) szóból származik. A limonádé a német limonade átvétele, a szóvég a csokoládé, parádé szavakéhoz hasonlóan képződött.

## Jelentősebb szépirodalmi elfordulásai
- Friedrich Schiller drámája, az Ármány és szerelem gyakorlatilag halhatatlanná teszi a limonádét, amit Vas István fordítása citromos víznek nevez. Az 5. felvonás 7. jelenetében Ferdinand és Luise limonádéban feloldott mérget isznak (a lány a méregről mit sem tudva): Deine Limonade war in der Hölle gewürzt. Du hast sie dem Tod zugetrunken. – A te citromos vizedet a pokolban fűszerezték. Saját haláloddal koccintottál![1]

- Jiří Břdečka: Limonádé Joe (1940)[2] A vidám regény egy daliás, aranyszőke hajú fiatalemberről szól. Ő a Vadnyugat legjobb lövője, legdélcegebb férfiúja, a szeszesitalok kérlelhetetlen üldözője. A könyvből 1964-ben fekete-fehér csehszlovák western-vígjáték is készült.

- Arthur Rimbaud: Regény[3]

Ez este bárba mégy, mely csillog fényesen,

egy korsó sört hozatsz, vagy édes limonádét...

Az ember nem komoly tizenhét évesen,

és ha nyílik a hárs, mely alatt zöld az árnyék.

## Receptváltozatok
- Klasszikus limonádé

Hozzávalók: 1 csésze cukor, 1 csésze víz (a sziruphoz) és 1 csésze (körülbelül 6 darab) citrom leve, 3 csésze víz.
Elkészítés: A cukrot és a vizet főzzük fel, és keverjük el sziruppá! Csavarjuk ki a citromokat, és keverjük el a vízzel! Adjuk hozzá a kihűlt szirupot, majd hűtsük le a hűtőszekrényben. Ha túl édes, adjunk hozzá több citromlevet, ha túl tömény, adjunk hozzá több vizet!
- Egyszerű limonádé
- Citrus limonádé
- Gyümölcsös limonádé
- Gyömbéres limonádé
- Málnás limonádé
- Chilis limonádé
- Szuper egészséges limonádé

## Képgaléria

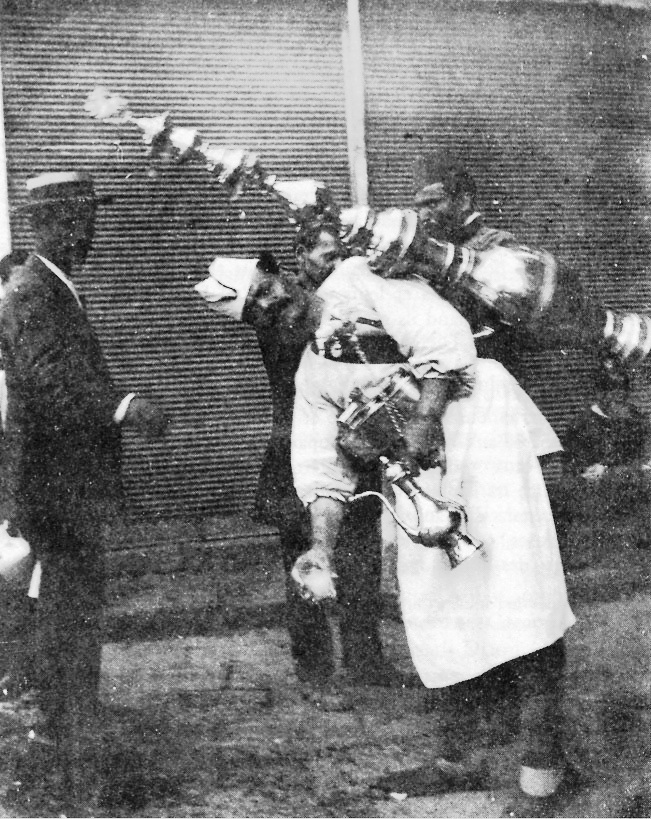
Zsidó limonádéárus Görögországban (Thesszaloniki, 1890 előtt)
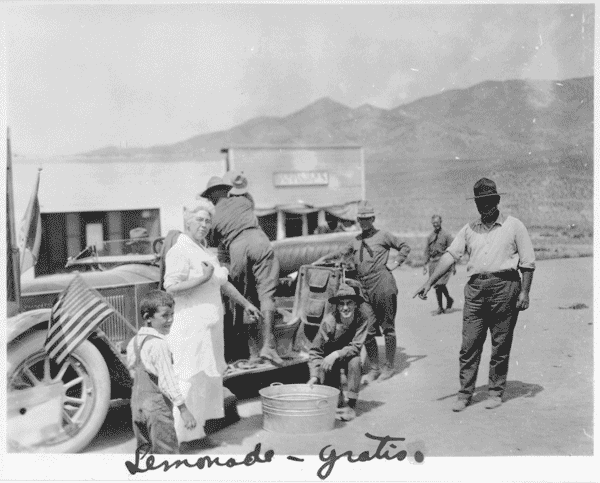
Amerikai városlakók limonádét kínálnak az 1919-es Transcontinental Motor Convoynak
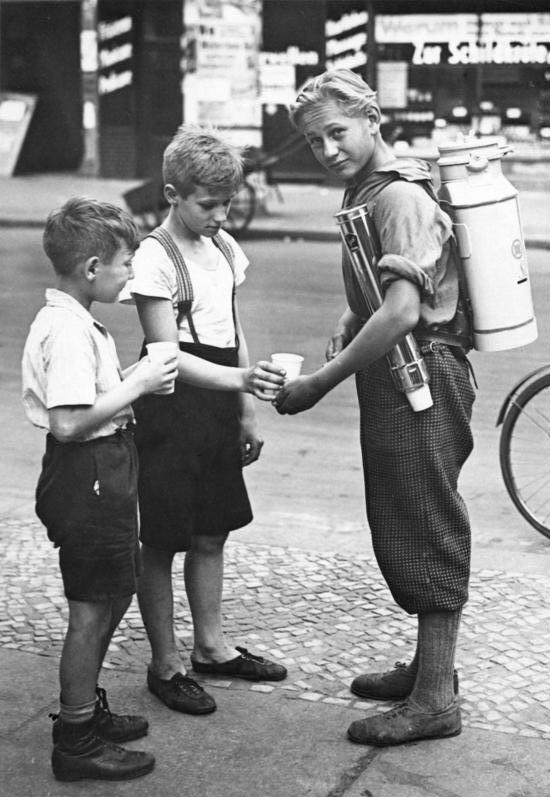
Limonádéárus Németországban, 1931-ben
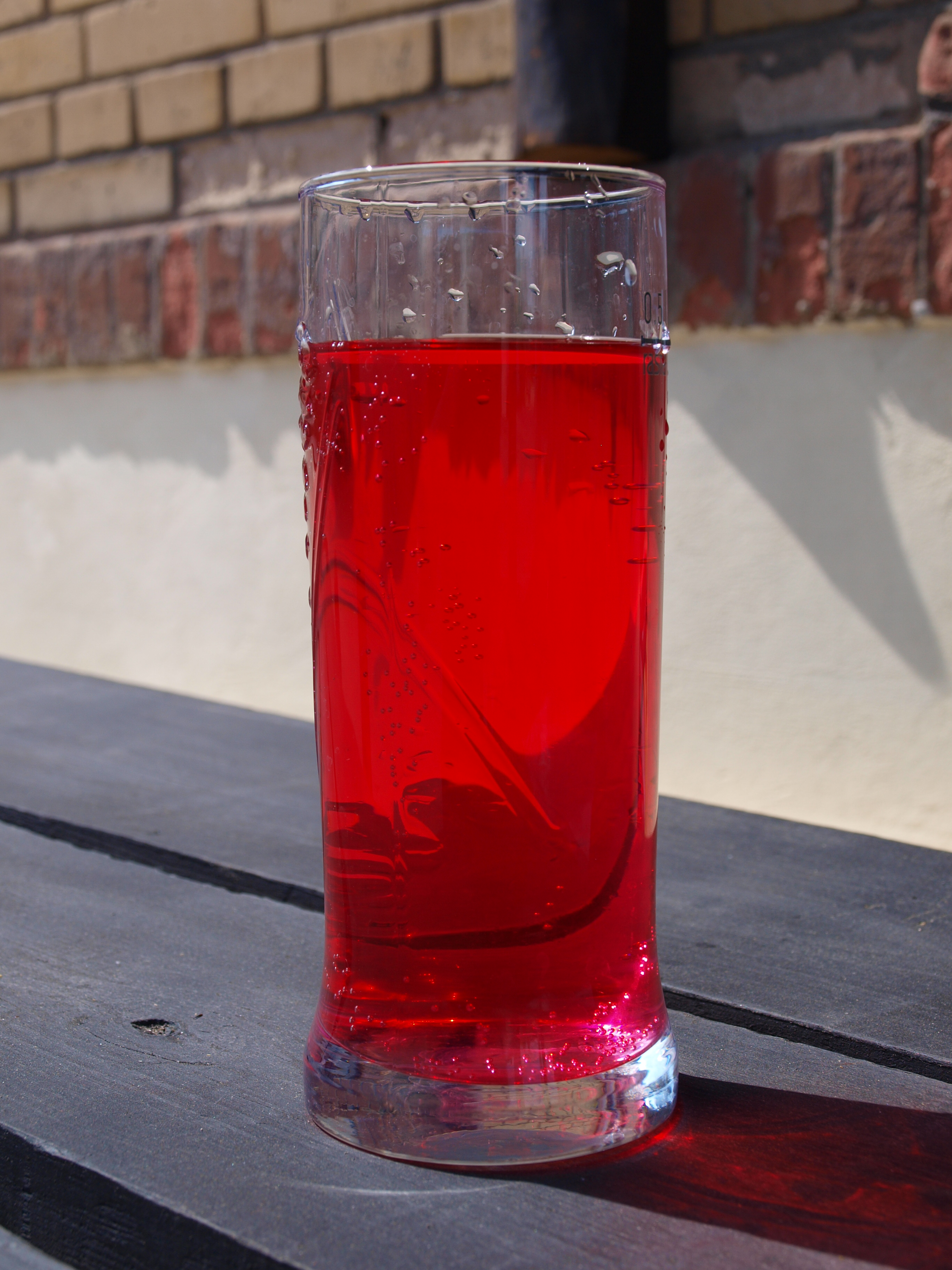
Csehországi rózsaszín limonádé
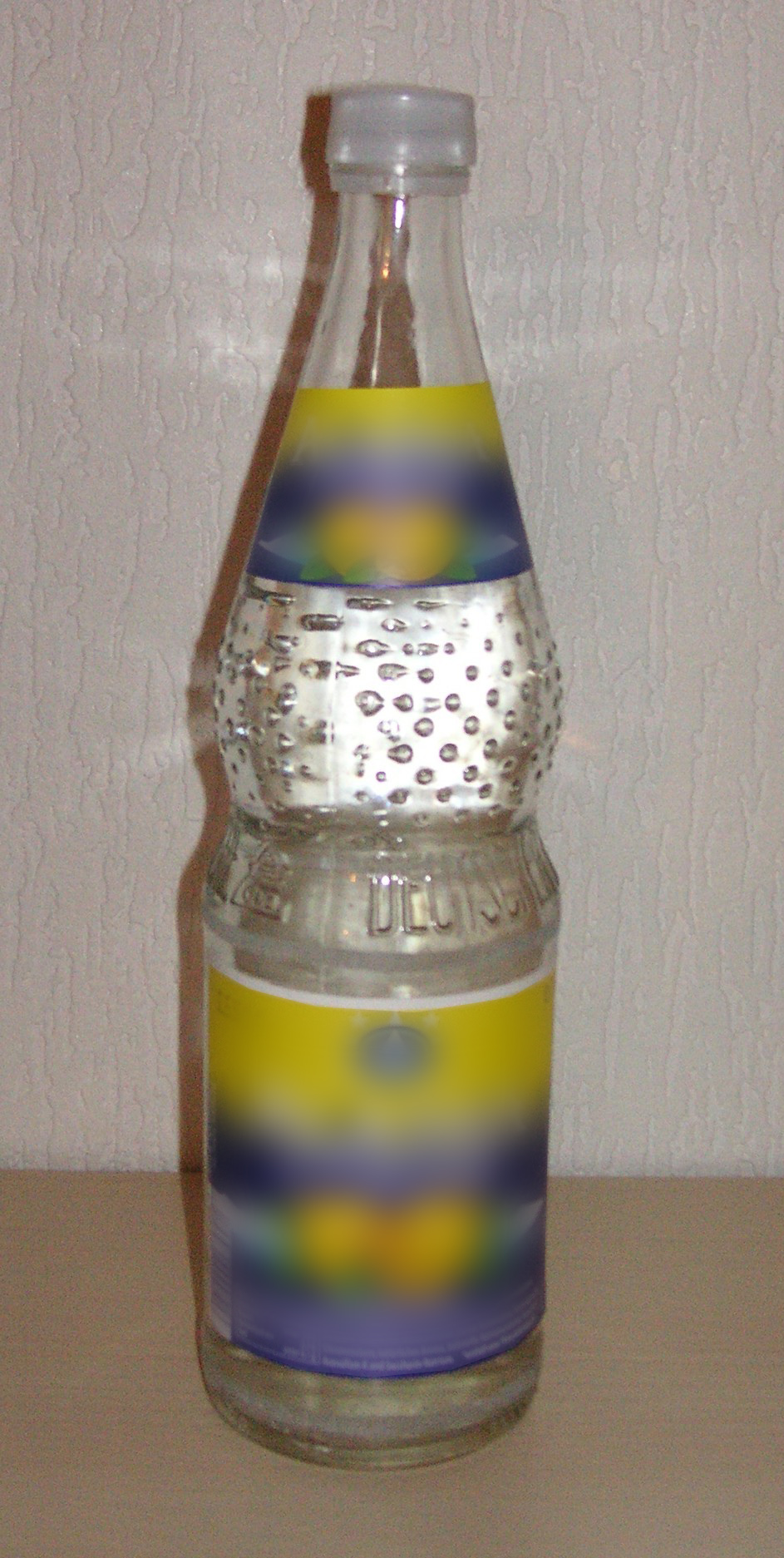
Egy palack limonádé
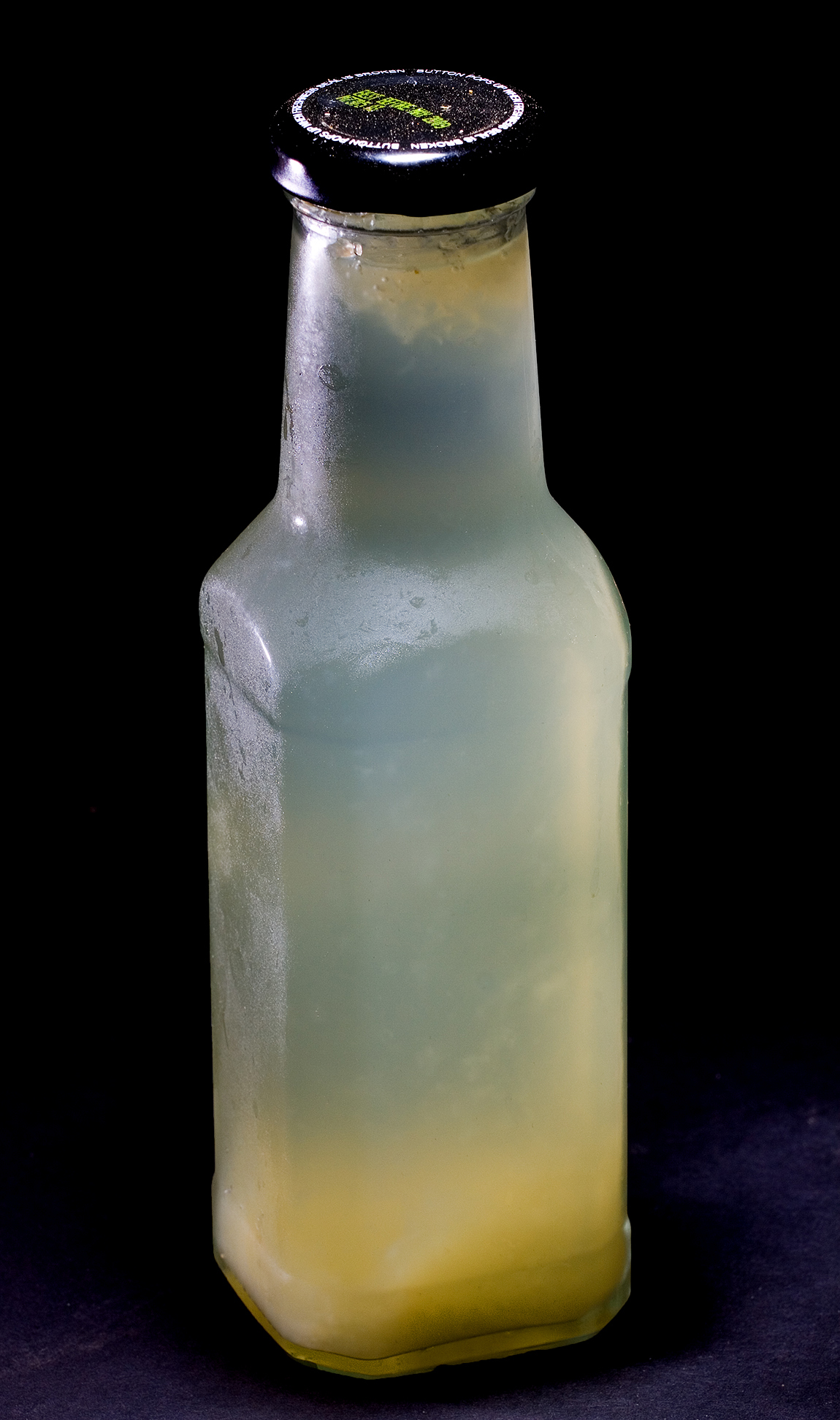
Rostos házi limonádé: citromlé, cukor és szénsavmentes víz
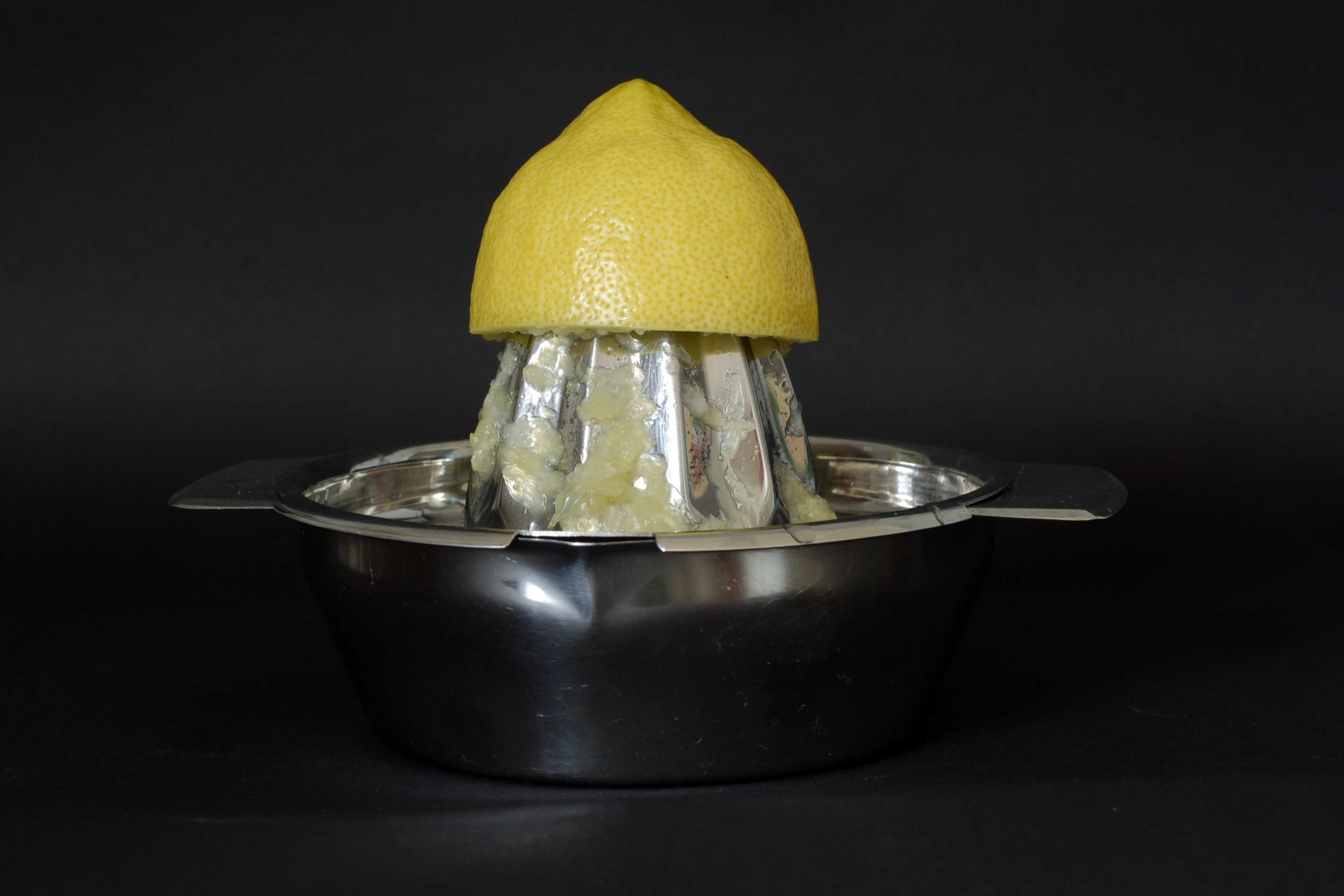
Citromfacsaró - frissen préselt gyümölcslé fél citromból
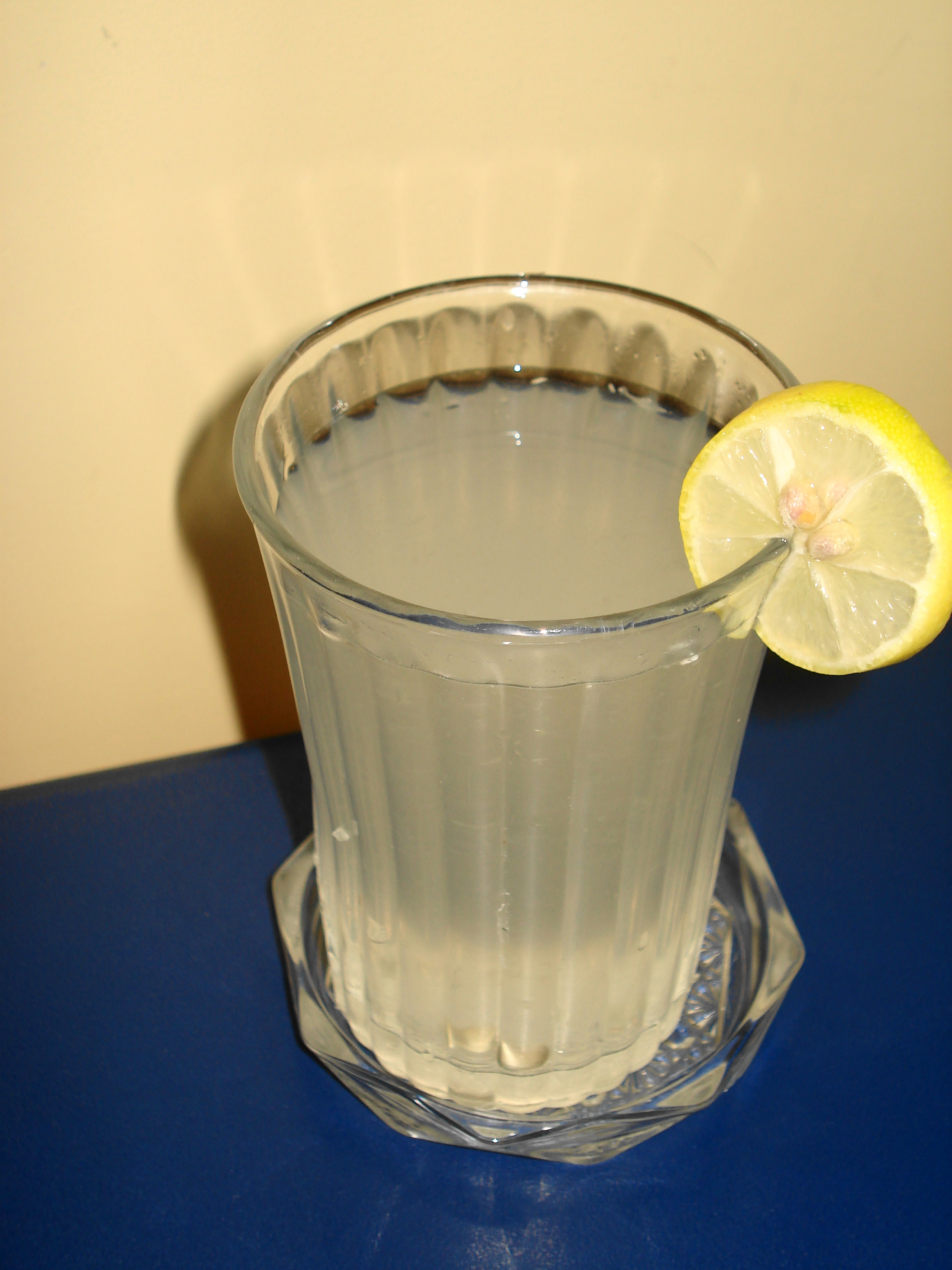
Friss limonádé citromkarikával